# Luo (fiume Henan)
Il fiume Luo (洛河S, Luò héP) è un affluente del Fiume Giallo in Cina. Nasce dal versante sudorientale del monte Hua, nella provincia di Shanxi e scorre ad est entrando nello Henan dove nella città di Gongyi confluisce nel Fiume Giallo. Il fiume è lungo 420 chilometri.
Sebbene il fiume non sia tra i più importanti secondo i parametri classici (ad esempio portata), lo è dal punto di vista storico: infatti il fiume Luo attraversa una regione archeologicamente importante per quanto riguarda la storia della Cina antica con particolare riferimento alla Cultura di Peiligang, una delle espressioni del Neolitico cinese.
Le principali città che sorgono lungo il suo corso sono Lushi, Luoning, Yiyang, Luoyang, Yanshi e la già citata Gongyi.
Il principale affluente è il fiume Yi (la confluenza si trova a Yanshi).
Durante l'era dei Tre Regni, Cao Zhi scrisse una famosa poesia agli dei del fiume, come indiretta espressione d'amore per un amante defunto.